# Salle du Sacre

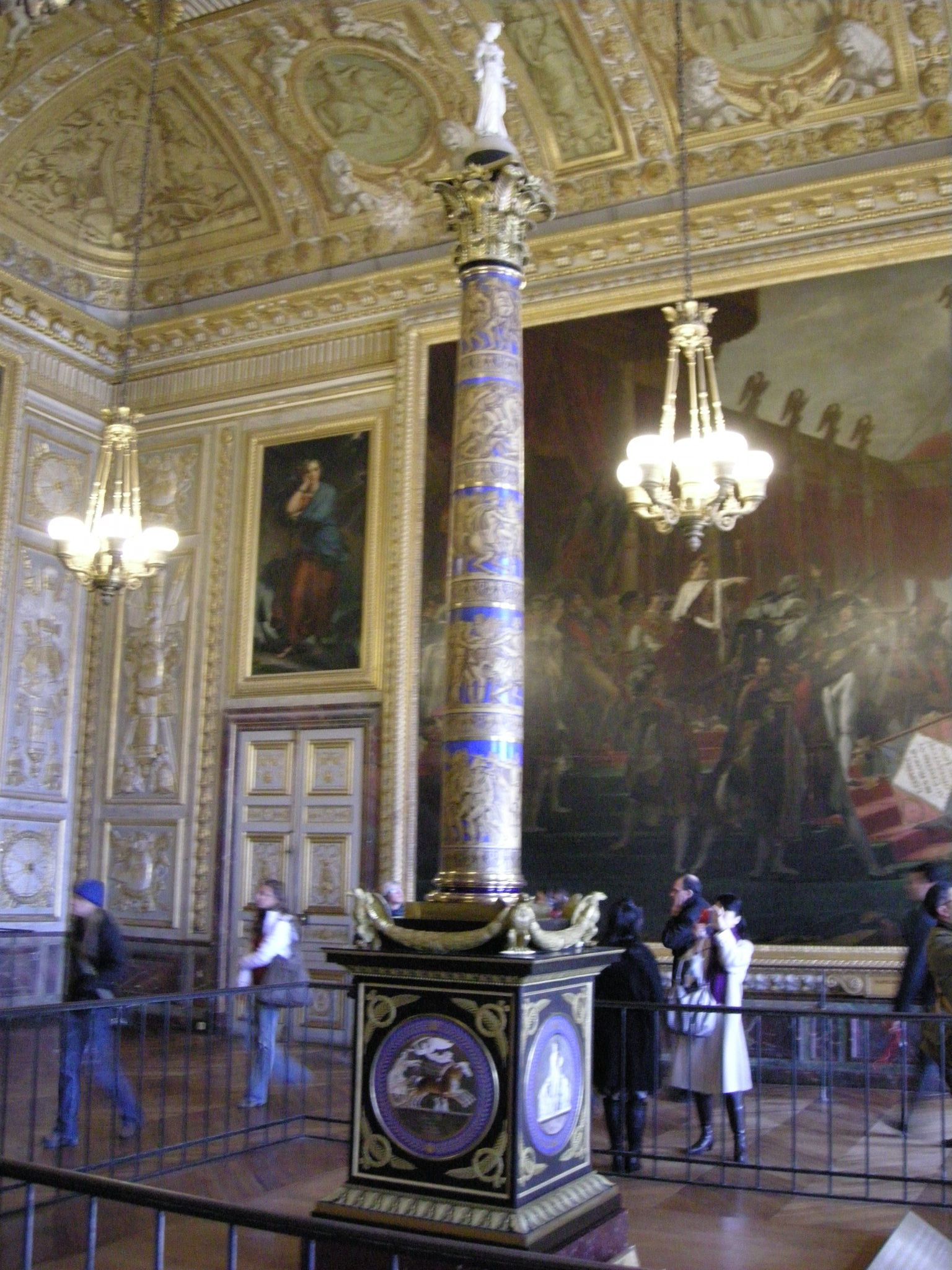
La sala con, al centro, la riproduzione della colonna Vendôme.

La salle du Sacre (in italiano: "Sala dell'Incoronazione") è una sala della Reggia di Versailles consacrata alla gloria di Napoleone I; prende il suo nome da un dipinto di David L'incoronazione di Napoleone.

## Storia
La sala venne costruita al posto della seconda cappella del castello, trasferita nel 1682 nell'aile du Nord, al posto dell'attuale Salone d'Ercole · . Divenne in seguito parte del l'appartement de la Dauphine di cui divenne la sala della guardia, destinata a raggruppare le guardie in difesa della delfina.
La sala marcò inoltre alcuni eventi storici importanti nella storia della reggia: Luigi XV qui congedò il parlamento il 13 aprile 1771 e da qui entrarono i rivoluzionari e si diressero verso gli appartamenti della regina il 6 ottobre 1789.
Con la sua idea di realizzare un museo sulla storia della Francia, la sala venne profondamente rimaneggiata da Luigi Filippo di Francia, che la ridedicò alla gloria di Napoleone I, raggruppando delle tele a tema.

## Decorazioni
Il soffitto è decorato con un dipinto di Antoine-François Callet dal titolo Allegoria del 18 brumaio o La Francia salvata, commissionata sotto il Consolato per il palazzo delle Tuileries e datata 1801.
Sulle pareti si trovano tre dipinti:
- L'incoronazione di Napoleone, o l'Incoronazione dell'imperatrice Joséphine, a Notre-Dame de Paris, il 2 dicembre 1804, di Jacques-Louis David, spostata al Louvre nel 1889 e rimpiazzata nel secondo impero da un esemplare analogo commissionato a David da un gruppo di uomini d'affari americani nel 1807[6], iniziata nel 1808 e terminata nel 1822 dopo il suo esilio a Bruxelles[3] ; questo dipinto dà il nome alla sala stessa,
- La battaglia di Abukir, commissionata a Antoine-Jean Gros da Gioacchino Murat,
- La distribuzione delle aquile di Jacques-Louis David.

Sopra le porte si trovano altri dipinti. Vi sono le allegorie del coraggio, del genio, della generosità e della costanza commissionate da Luigi XVIII :
- Il Coraggio guerriero (rappresentato coi tratti di un guerriero gallico),
- Il Genio si eleva malgrado l'Invidia,
- La Clemenza s'impone sulla Forza,
- La Costanza raffigurata come un'ancora.

Tra le finestre si trovano due ritratti di Napoleone e delle sue mogli.

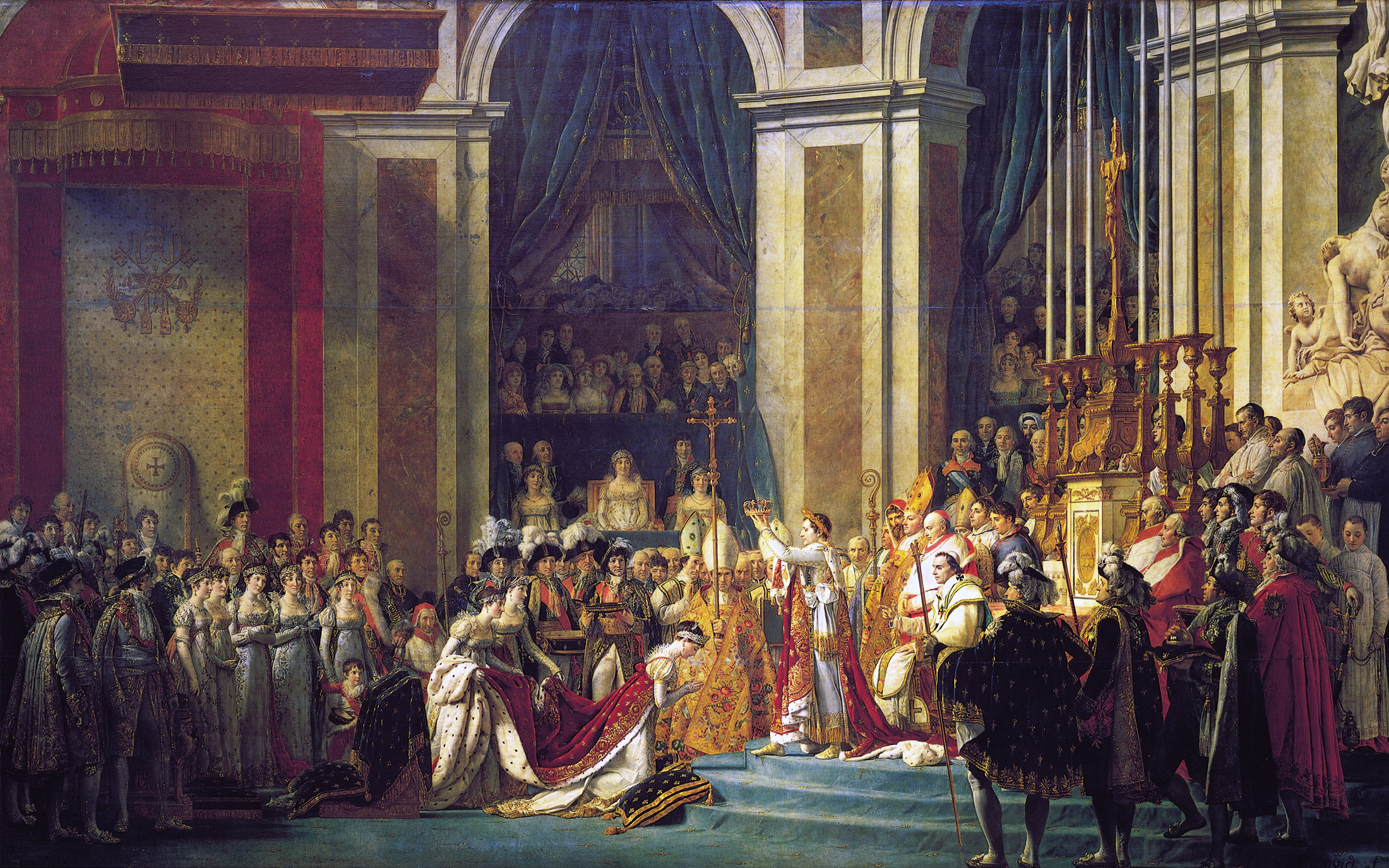
L'incoronazione di Napoleone di David
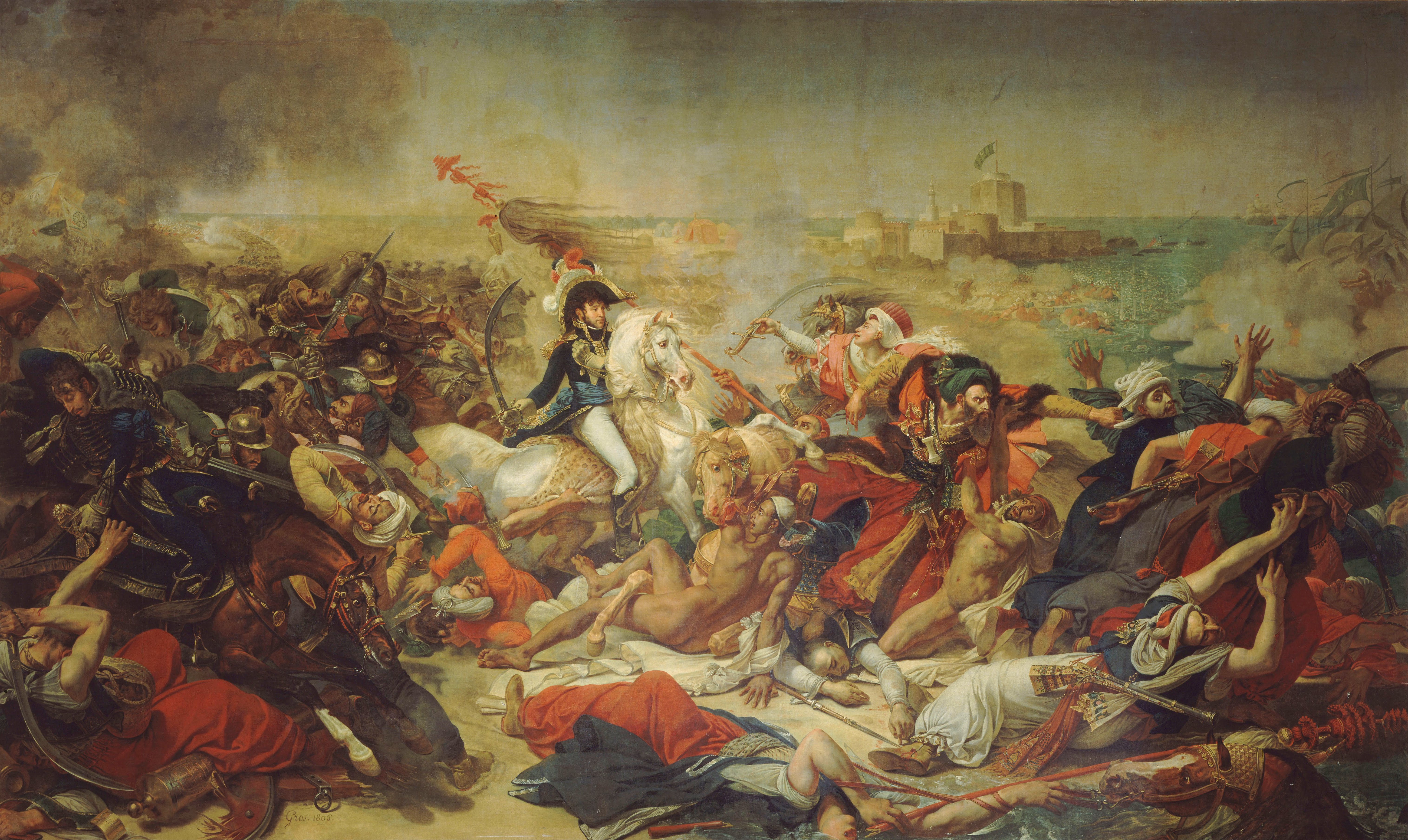
La battaglia di Abokir, di Gros
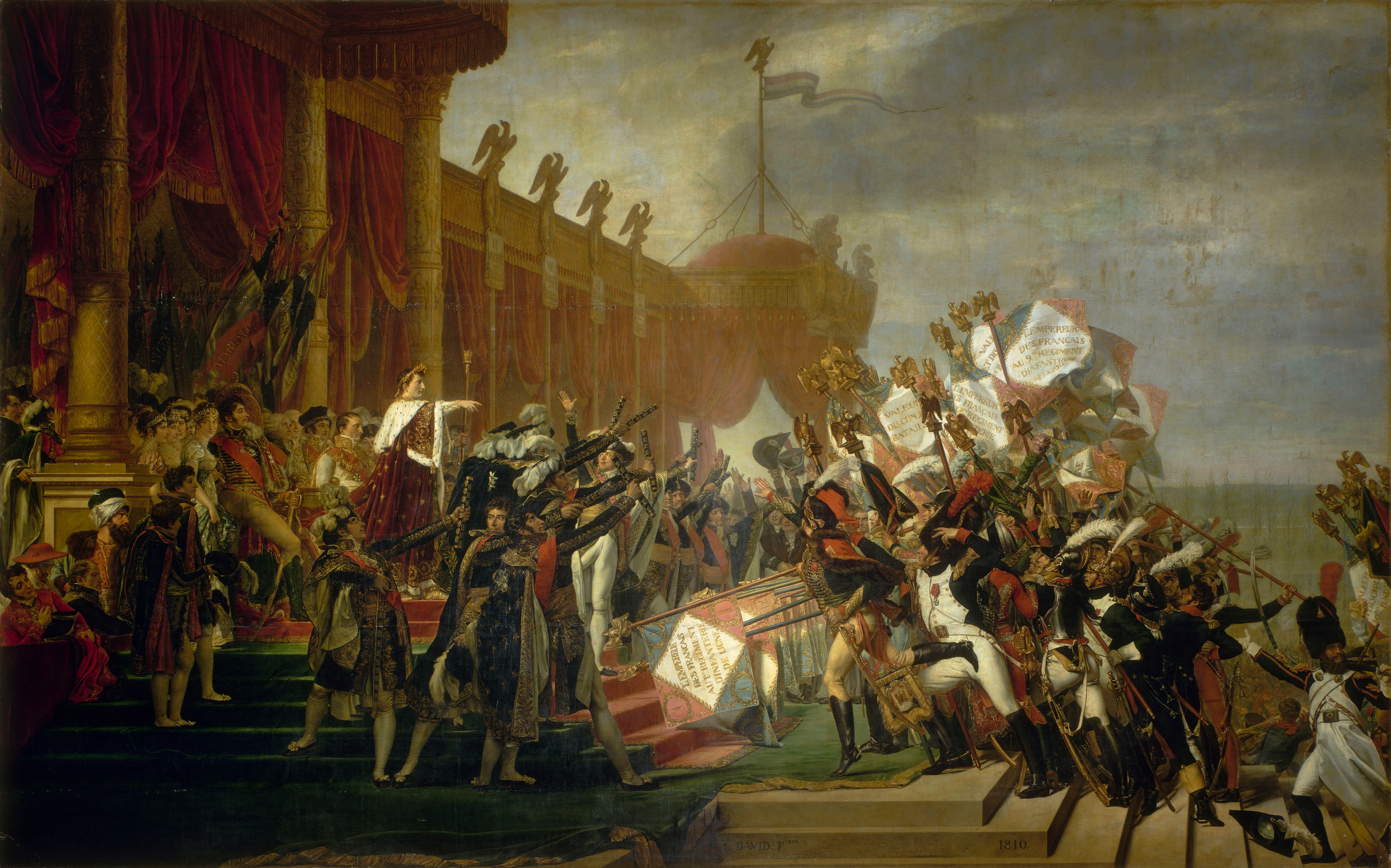
La distribuzione delle aquile di David
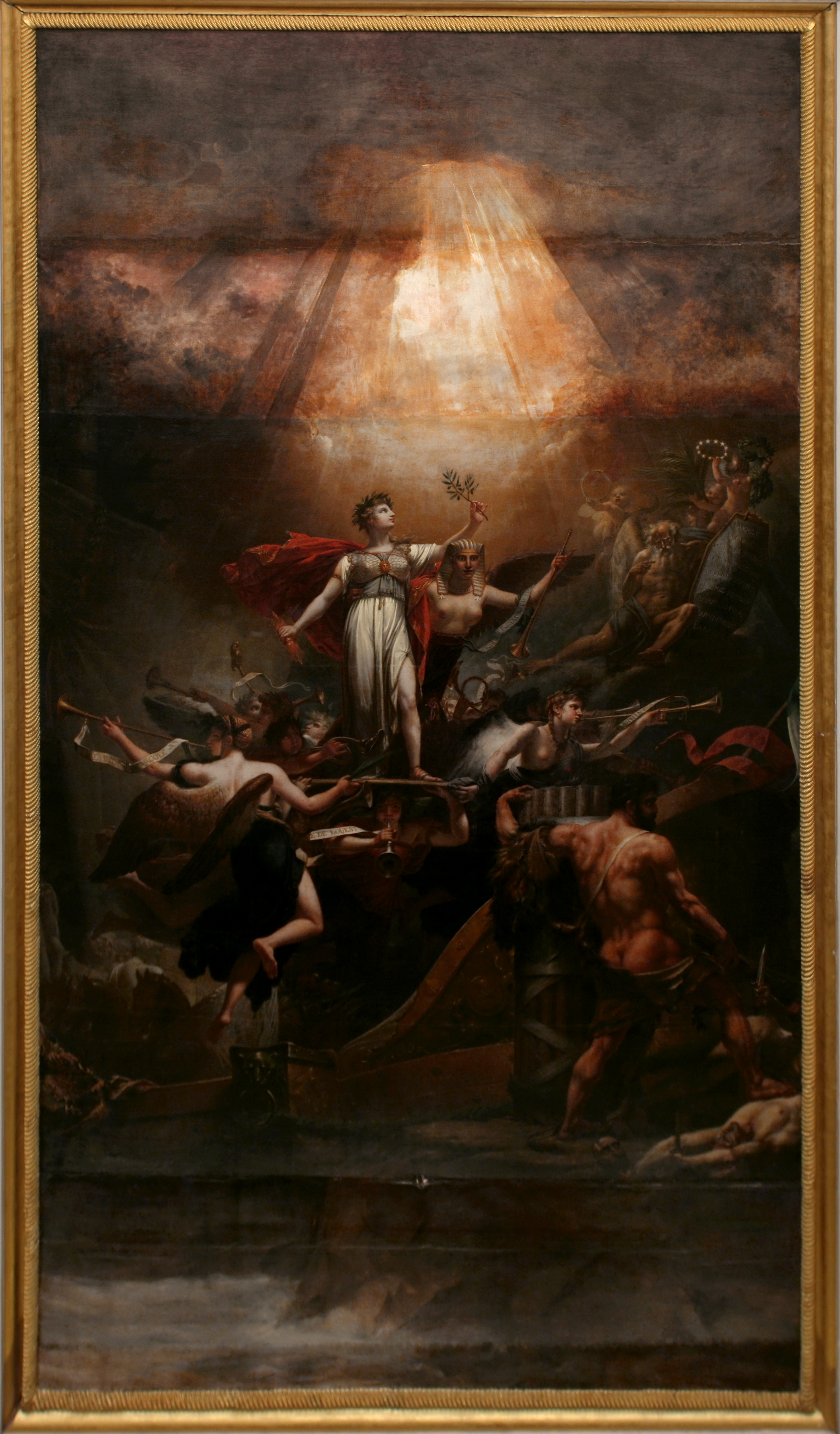
Allegoria del 18 brumaio o La Francia salvata di Antoine-François Callet.